# Acacia riceana
Acacia riceana là một loài thực vật có hoa trong họ Đậu. Loài này được Hensl. miêu tả khoa học đầu tiên.